# Bernd Pöppelmann
Bernd Pöppelmann (* 4. April 1946 in Rheine) ist ein deutscher Maler, der sich vor allem auf die naturalistische Darstellung von Tieren in ihren angestammten Umgebungen spezialisiert hat („Wildlife-Art“).

## Leben
Pöppelmann, der heute in Steinfurt im Münsterland lebt und als Autodidakt zum Malen gekommen ist, war 1998 und 2000 Preisträger bei der jährlich stattfindenden größten „Wildlife-Art“-Ausstellung  Europas Wild in de Natuur in Enschede/Niederlande. Internationale Beachtung fand der Maler durch Ausstellungen in Deutschland, den Niederlanden, Belgien, Schweden, den USA und in Japan. Daneben hat er an zahlreichen Buchillustrationen mitgewirkt, darunter illustrierte er:
- Die Jagd – K.G. Blüchel, Könemann-Verlag
- Greifvögel – G.Trommer, Ulmer-Verlag
- Raubwild heute – B. Hespeler, BLV
- Greifvögel – W. Bednarek, Landbuch-Verlag
- Kenia – Hagen, Kilda-Verlag
- Best of Wildlife – R. u. R.Wolf, North Light Books, USA

Seine Porträts und Stillleben, die auch ungewöhnliche Elemente wie etwa Baumaschinen darstellen, zeigen immer wieder einen Bezug zur Natur.
Kennzeichnend für den Maler ist vor allem seine Fähigkeit, die verschiedenen Tierarten in ihrem natürlichen Bewegungsablauf festzuhalten. Dabei sollen seine Bilder auch Anstöße zur philosophischen Betrachtung der Natur geben. 